# Randwanzen

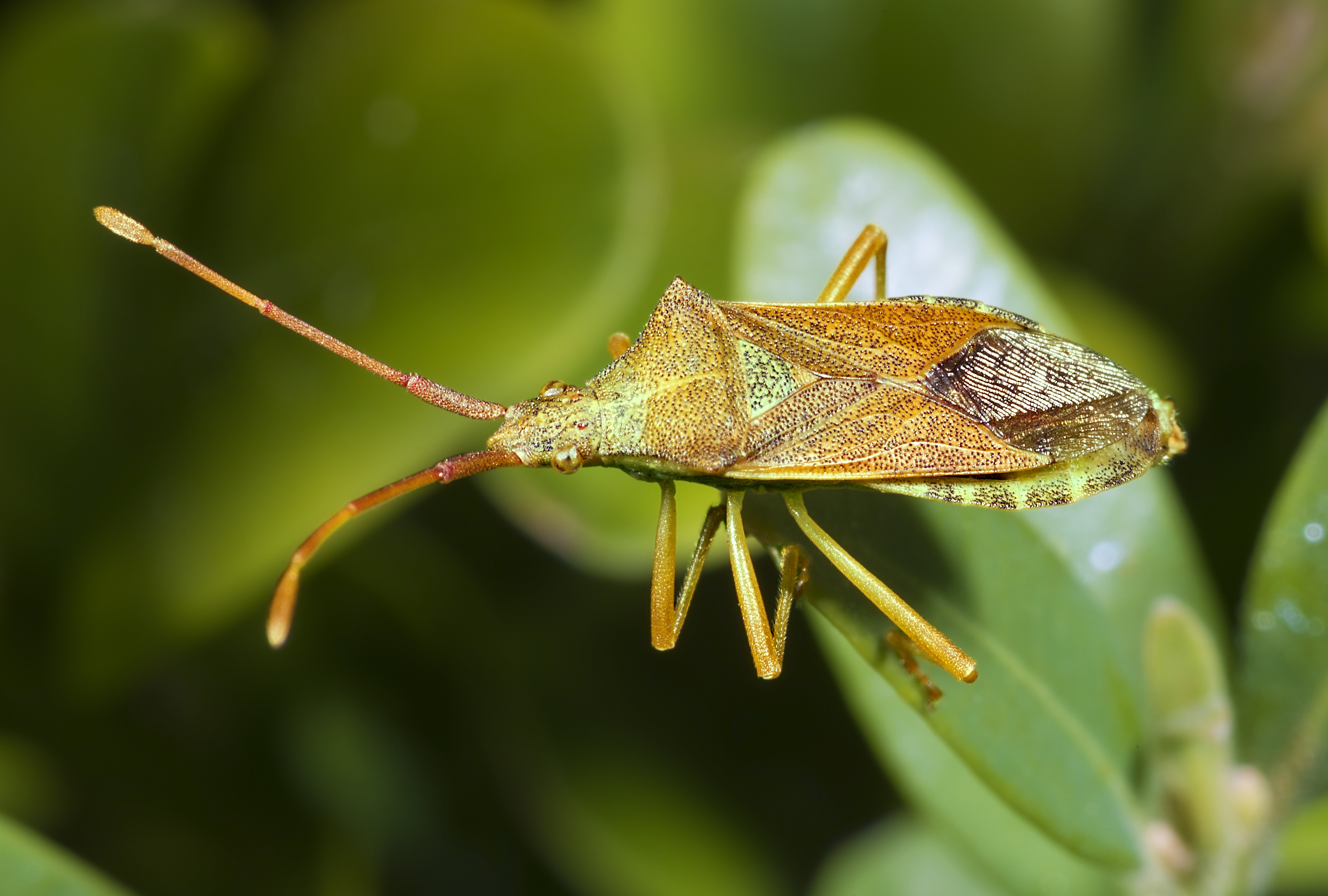
Gonocerus acuteangulatus

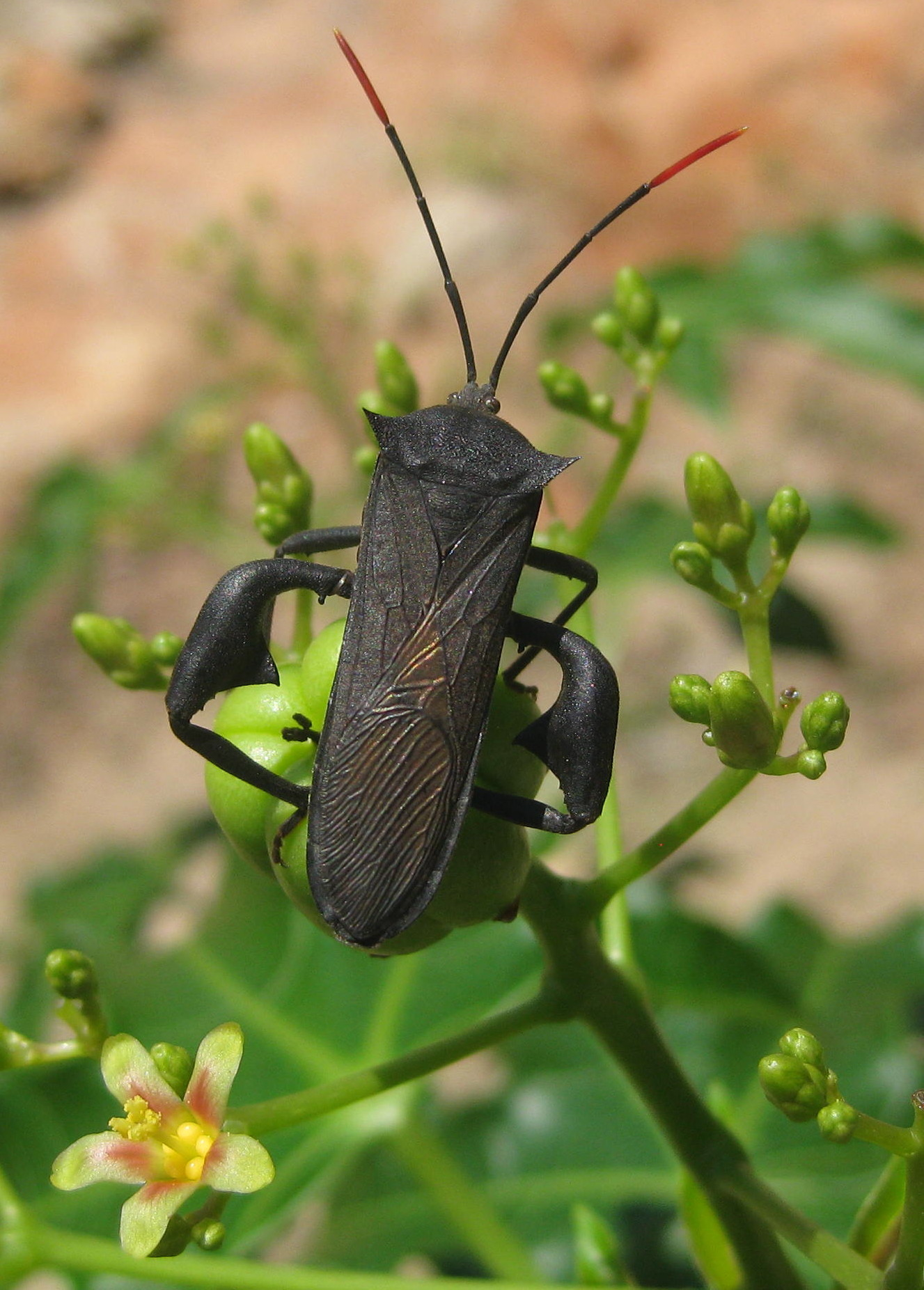
Anoplocnemis curvipes

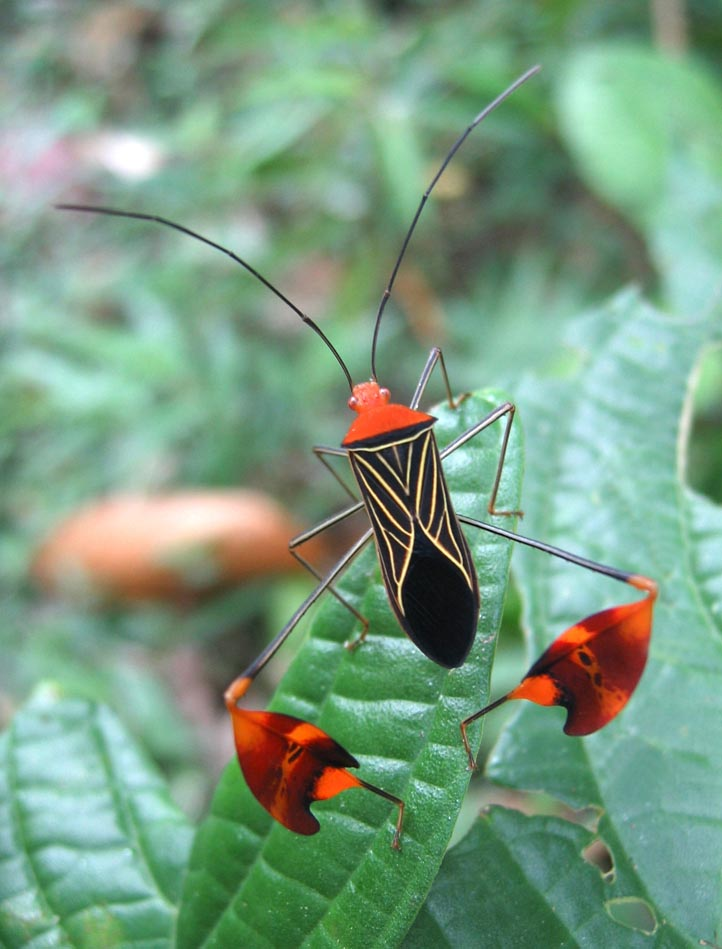
Anisocelis flavolineata

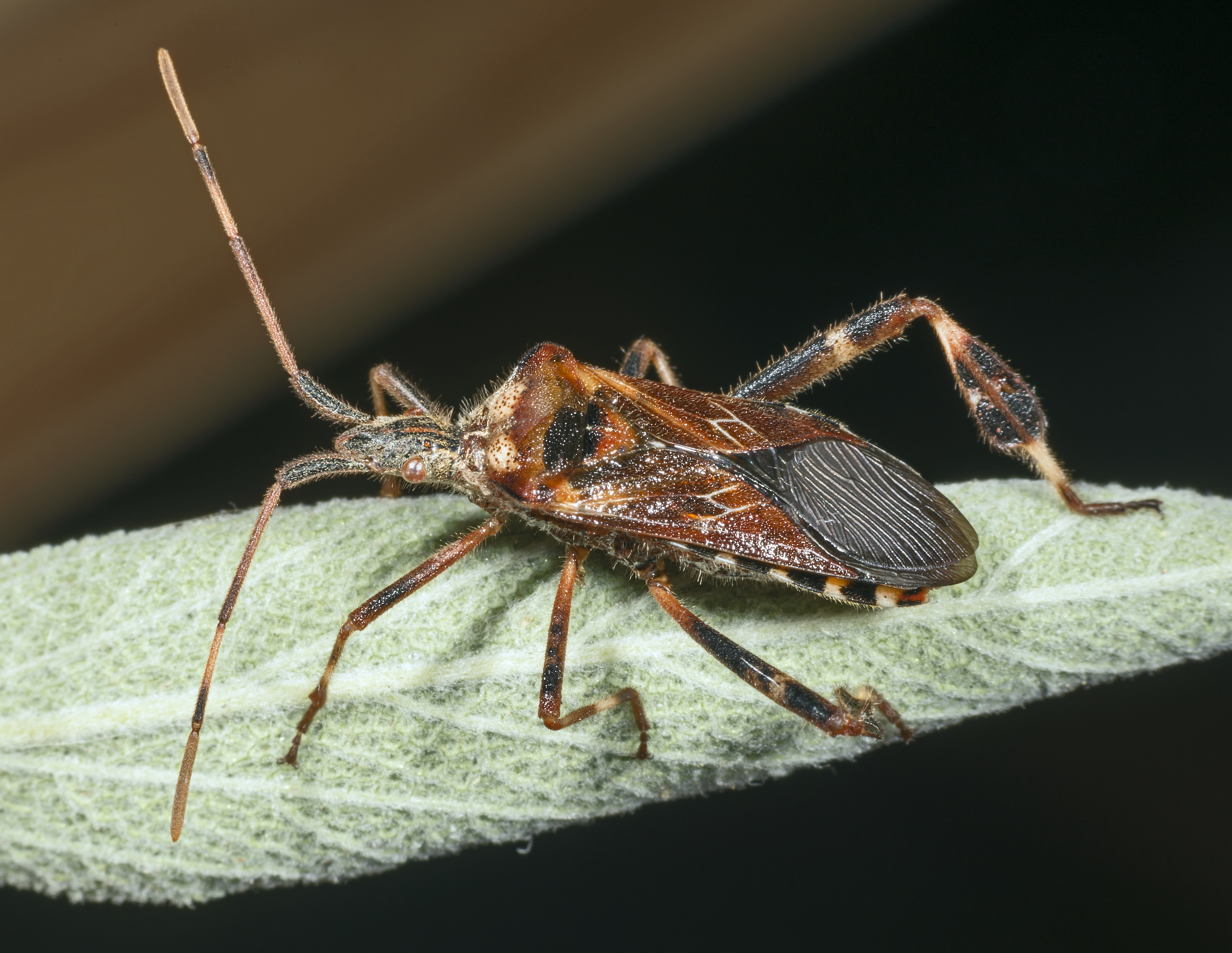
Amerikanische Kiefernwanze (Leptoglossus occidentalis)

Randwanzen oder Lederwanzen (Coreidae) sind eine Familie der Wanzen (Heteroptera) innerhalb der Teilordnung Pentatomomorpha. Von ihnen sind ungefähr 1900 Arten in etwa 267 Gattungen bekannt. In Europa sind 55 Arten vertreten, von denen in Mitteleuropa etwa 20 vorkommen. Viele Arten sind hell- bis dunkelbraun und haben einen matten, nicht selten körnig strukturierten Körper, wovon sich der Name „Lederwanzen“ ableitet. Der Name „Randwanzen“ resultiert aus dem bei vielen Arten stark verbreiterten Rand des Hinterleibs (Connexivum).

## Merkmale
Die Vertreter der Randwanzen sind in Größe und Körperform sehr unterschiedlich. Sie sind 7 bis 45 Millimeter lang und umfassen einige der größten rezenten Vertreter der Wanzen, als auch sehr zarte oder schlanke Wanzenarten. Die Vertreter der Gattung Thasus zählen zu den größten landlebenden Wanzen. Die meisten Randwanzen haben einen kräftigen, langgestreckten bis breit-elliptischen Körper. Auch wenn die Mehrheit der Tiere unscheinbar gefärbt ist, gibt es viele Arten die eine lebhafte, auffällige Färbung aufweisen. Zumindest bei einigen dieser Arten handelt es sich vermutlich um Warnfärbung. Insbesondere in den tropischen Regenwäldern treten auch metallisch glänzende Arten auf, bei denen diese Farbe vermutlich ablenkend wirken soll. Charakteristisch für Randwanzen ist ihr Kopf, bei dem die Bucculae, die die Schnabelrinne seitlich begrenzenden Wangenplatten über die Fühlerbasen hinausragen. Die Schenkel (Femora) und Schienen (Tibien) der Hinterbeine sind bei den Männchen häufig verdickt oder flach, blattförmig erweitert. Auch das zweite und dritte Fühlerglied ist nicht selten verbreitert und flach erweitert. Viele Arten sind stark mit Dornen und Tuberkeln versehen. Dies ist insbesondere an den Humeralwinkeln des Pronotums, der Fall, die häufig zu spitzen Fortsätzen ausgezogen sind. Fast alle Arten haben überwiegend voll entwickelte (makroptere) Flügel, Individuen mit brachypteren (verkürzten) oder apteren (zurückgebildeten) Flügeln sind sehr selten.
Der Kopf ist im Vergleich zur Größe der Tiere verhältnismäßig klein. Die Fühler sind oberhalb einer gedachten Linie durch den Mittelpunkt der Facettenaugen eingelenkt. Die Hemielytren haben eine Subcostalader und die Membranen haben mehrere Flügeladern. Innere Laterotergite sind für gewöhnlich ausgebildet. Die Stigmen am Hinterleib liegen alle ventral, bei manchen Arten den Agriopocorini befinden sie sich jedoch direkt am Seitenrand. Am dritten bis sechsten Hinterleibssegment befinden sich drei, am siebten zwei Trichobothria. Die auf dem fünften bis siebten Hinterleibssegment befinden sich zusammenstehend sublateral. Das achte und neunte Paratergit am Hinterleib ist von den Tergiten getrennt. Bei den Weibchen hat der Ovipositor abgeflachte, plattenförmige Valvulae. Das siebte Sternum ist in der Regel etwa auf halber Länge geteilt. Nur sehr selten ist das Sternum ganz geteilt, manchmal ist es auch ungeteilt. Bei den Männchen hat die Spermatheca nur einen proximalen pumpenflanschförmigen Teil und der distale Teil fehlt. Der Ductus ist in der Regel kurz.
Bei den Nymphen liegen die Duftdrüsenöffnungen am Hinterleib jeweils zwischen dem vierten bis sechsten Tergum. Die Eier haben in der Regel ein Pseudoperculum, das normalerweise als eine gut sichtbare, runde Kappe ausgebildet ist. Bei der Unterfamilie Pseudophloeinae und der Gattung Hydara fehlt es. Häufig haben die Eier viele, bis zu etwa 60 Mikropylen.

## Vorkommen
Die Randwanzen sind weltweit verbreitet, haben ihr Hauptverbreitungsgebiet jedoch in den Tropen und Subtropen, wo auch die größten Arten und jene mit den auffälligsten Körpermodifikationen vorkommen.

## Lebensweise
Randwanzen ernähren sich phytophag und leben oben auf den Pflanzen. Vermutlich die meisten Arten ernähren sich, indem sie an den Gefäßen der Pflanzen saugen, nur wenige Arten saugen an Samen oder den Reproduktionsorganen der Pflanzen. Soweit bekannt ernähren sich alle Arten der Pseudophloeinae von krautigen Hülsenfrüchtlern (Fabaceae). Viele Gruppen der Randwanzen ernähren sich von bestimmten Pflanzengruppen, teilweise auch nur an bestimmten Pflanzenarten. Es gibt jedoch auch Arten, die sich polyphag von vielen verschiedenen Pflanzenarten ernähren. Diese starken Unterschiede treten teilweise sogar innerhalb der gleichen Gattung auf. So sind Leptoglossus phyllopus und Leptoglossus gonagra sehr polyphag, Leptoglossus ashmeadi Leptoglossus corculus hingegen in ihrer Nahrungspflanzenwahl sehr spezifisch. Bei mehreren großen Randwanzenarten wurde beobachtet, dass sie territorial sind und ihr Revier auf Blüten sitzend gegen andere in ihr Territorium eindringende Männchen heftig verteidigen. Die verdickten und bedornten Beinglieder könnten dabei ebenso eine Rolle spielen. Manche Arten können durch Stridulation Laute erzeugen.
Manche Arten gelten in der Landwirtschaft als Schädlinge. Insbesondere in den Tropen und Subtropen gibt es eine Reihe von Arten, die an Hülsenfrüchtlern (Fabaceae) (z. B. Bohnen, Sojabohnen), Kürbisgewächsen (Cucurbitaceae) (z. B. Gurken, Zucchini, Melonen, Kürbis) und Süßgräsern (Poaceae) (Reis) schädlich sind. Der Schaden äußert sich durch den für die Pflanzen toxischen Speichel der Wanzen, der beim Saugen injiziert wird und der insbesondere junge Triebe rasch absterben lässt. Beispielsweise gilt Leptoglossus phyllopus in Nordamerika an verschiedenen Pflanzen und Arten der Gattung Amblypelta an Kakaobaum, Maniok, Kokospalme, Echter Guave und Papaya als besonderer Schädling. Ein weiteres Beispiel ist Clavigralla gibbosa, die regelmäßig in Indien schwere Schäden, bis hin zu Totalausfällen an verschiedenen Hülsenfrüchtlern wie Straucherbse (Cajanus cajan) verursacht. Arten der Gattung Chelinidea gelten als Schädlinge an Opuntien (Opuntia), werden deswegen allerdings auch zur biologischen Schädlingsbekämpfung an diesen in Australien eingeschleppten Pflanzen eingesetzt.

## Taxonomie und Systematik
William Elford Leach beschrieb die Familie erstmals 1815 und stellte die mittlerweile eigenständigen Familien der Krummfühlerwanzen (Alydidae) und Glasflügelwanzen (Rhopalidae) als Unterfamilien zu ihr. Die verwandtschaftliche Stellung innerhalb der Familie wurde im Lauf der Erforschung der Familie unterschiedlich beurteilt. Bis heute ist die Aufteilung auf Tribusebene höchst kontrovers und reicht von 10 bis 30. Da Autoren in ihren unterschiedlichen Ansichten die Klassifikation der Untergruppen als Tribus oder Unterfamilie ebenso unterschiedlich beurteilen, schwankt entsprechend auch die Zahl der Unterfamilien. Anders als bei den Tribus ist jedoch eine Unterteilung in drei Unterfamilien mittlerweile weitgehend anerkannt. Schuh & Slater (1995) anerkannten noch vier Unterfamilien, wobei die Agriopocorinae durch Brailovsky & Cassis (1999) zur Tribus Agriopocorini der Coreinae rückgestuft wurden. Nach aktueller Ansicht wird die Familie daher in folgende Unterfamilien unterteilt:
- Unterfamilie Coreinae (die meisten Gattungen und Arten der Familie; weltweit)[5]
- Unterfamilie Pseudophloeinae (28 Gattungen, 166 Arten; zirkumtropisch, vor allem Afrotropis und Orientalis)[4][6]
- Unterfamilie Meropachyinae, Syn.: Meropachydinae (ca. 27 Gattungen; Neotropis)[4][6]

## Arten in Europa
In Europa treten folgende Arten auf:
- Anoplocerus elevatus (Fieber, 1861)
- Anoplocerus lucasi (Puton, 1886)
- Anoplocerus luteus (Fieber, 1861)
- Arenocoris fallenii (Schilling, 1829)
- Arenocoris intermedius (Jakovlev, 1883)
- Arenocoris waltlii (Herrich-Schäffer, 1834)
- Bathysolen nubilus (Fallen, 1807)
- Bothrostethus annulipes (Herrich-Schäffer, 1835)
- Centrocoris spiniger (Fabricius, 1781)
- Centrocoris variegatus Kolenati, 1845
- Ceraleptus gracilicornis (Herrich-Schäffer, 1835)
- Ceraleptus lividus Stein, 1858
- Ceraleptus lugens Horvath, 1898
- Ceraleptus obtusus (Brullé, 1838)
- Cercinthus elegans (Brullé, 1839)
- Cercinthus griseus (Fieber, 1861)
- Cercinthus lehmanni (Kolenati, 1856)
- Coreus marginatus (Linnaeus, 1758) – Lederwanze, auch Saumwanze
- Coriomeris affinis (Herrich-Schäffer, 1839)
- Coriomeris alpinus (Horvath, 1895)
- Coriomeris brevicornis Lindberg, 1923
- Coriomeris denticulatus (Scopoli, 1763)
- Coriomeris hirticornis (Fabricius, 1794)
- Coriomeris pallidus Reuter, 1900
- Coriomeris scabricornis (Panzer, 1809)
- Coriomeris subglaber Horvath, 1917
- Coriomeris vitticollis Reuter, 1900
- Enoplops bos Dohrn, 1860
- Enoplops disciger (Kolenati, 1845)
- Enoplops scapha (Fabricius, 1794)
- Gonocerus acuteangulatus (Goeze, 1778) – Braune Randwanze
- Gonocerus insidiator (Fabricius, 1787)
- Gonocerus juniperi Herrich-Schäffer, 1839
- Haploprocta incognita Heiss & Moulet, 1994
- Haploprocta pustulifera (Stål, 1860)
- Haploprocta sulcicornis (Fabricius, 1794)
- Haploprocta umbrina Jakovlev, 1883
- Leptoglossus gonagra (Fabricius, 1775)
- Leptoglossus occidentalis Heidemann, 1910 – Amerikanische Kiefernwanze, auch Zapfenwanze
- Loxocnemis dentator (Fabricius, 1794)
- Nemocoris fallenii R.F. Sahlberg, 1848
- Phyllomorpha lacerata Herrich-Schäffer, 1835
- Phyllomorpha laciniata (Villers, 1789)
- Plinachtus imitator (Reuter, 1891)
- Prionotylus brevicornis (Mulsant & Rey, 1852)
- Spathocera dalmanii (Schilling, 1829)
- Spathocera laticornis (Schilling, 1829)
- Spathocera lobata (Herrich-Schäffer, 1840)
- Spathocera obscura (Germar, 1842)
- Spathocera stali Puton, 1873
- Spathocera tenuicornis Jakovlev, 1883
- Spathocera tuberculata Horvath, 1882
- Strobilotoma typhaecornis (Fabricius, 1803)
- Syromastes rhombeus (Linnaeus, 1767) – Rhombenwanze
- Ulmicola spinipes (Fallen, 1807)

## Weitere Arten
- Acanthocephala femorata  (Fabricius, 1775)
- Acanthocephala thomasi  (Uhler, 1872)
- Acanthocerus lobatus (Burmeister, 1835)
- Anisocelis flavolineata (Blanchard, 1859)
- Anoplocnemis curvipes (Fabricius, 1781)
- Chariesterus antennator (Fabricius, 1803)
- Leptoglossus phyllopus (Linnaeus, 1767)
- Leptoglossus zonatus (Dallas, 1852)
- Savius jurgiosus Stal, 1862

## Belege